# Christiane Böhm

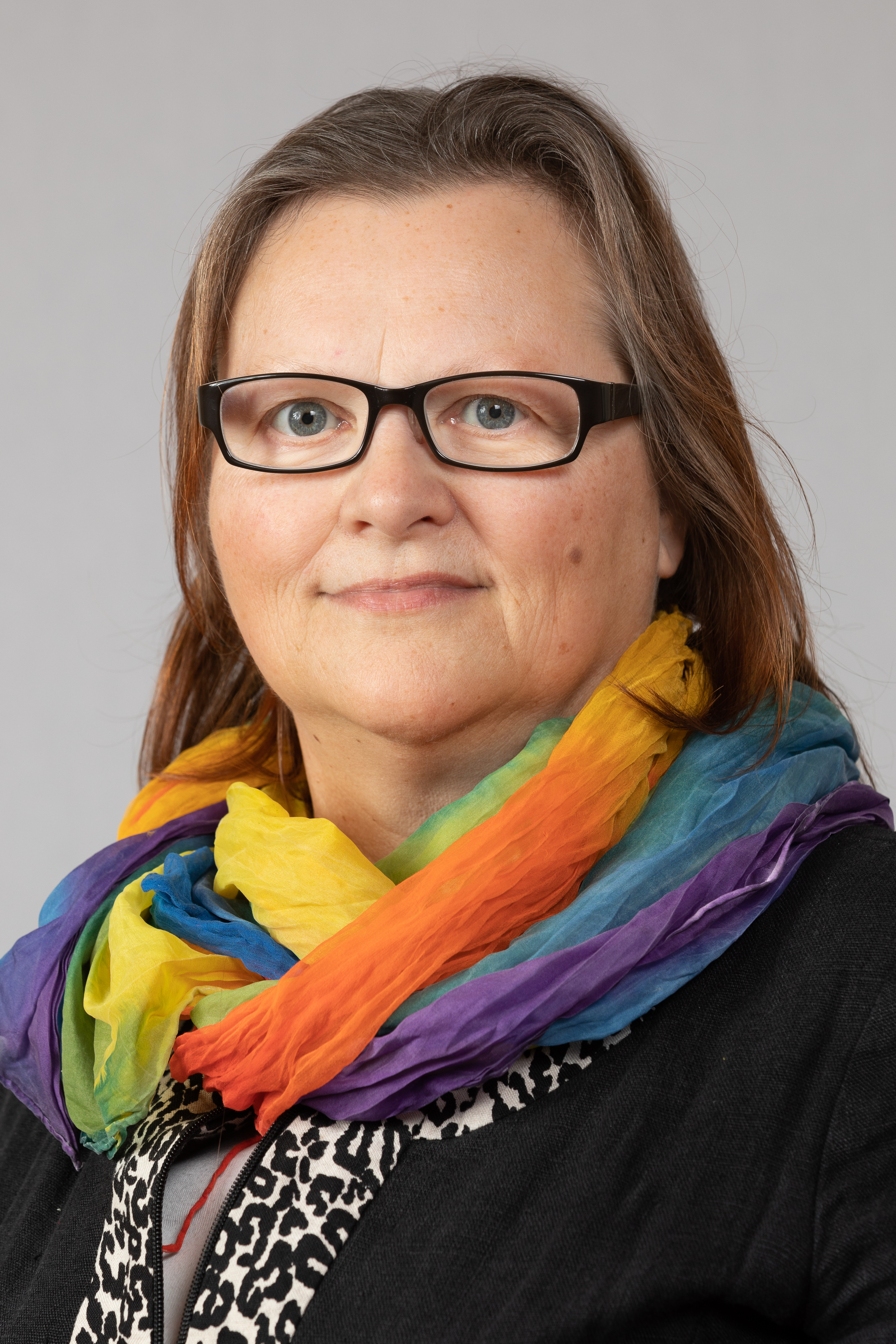
Christiane Böhm, 2019

Christiane Böhm (* 31. Oktober 1957 in Burglengenfeld) ist eine deutsche Politikerin (Die Linke). Sie war von 2019 bis 2024 Abgeordnete des Hessischen Landtages und von 2022 bis 2024 Landesvorsitzende der Linken Hessen.

## Leben
Böhm studierte Sozialpädagogik mit Diplom (FH). Sie war unter anderem als selbstständige rechtliche Betreuerin tätig. Von 2014 bis 2024 war sie Referentin mit Zuständigkeit für Sozial- und Gesundheitspolitik bei der hessischen Landtagsfraktion der Partei Die Linke.

## Politik
Böhm engagierte sich zunächst in der SDAJ und der DKP. Sie trat 1996 in die PDS ein. Böhm hat seit 2011 ein Mandat im Kreistag des Kreises Groß-Gerau, seit 2016 als Fraktionsvorsitzende. Bei der Landtagswahl in Hessen 2013 kandidierte sie für die Linke im Wahlkreis Groß-Gerau I und erreichte dort 6,0 % der Erststimmen. Fünf Jahre später wurde sie bei der Landtagswahl in Hessen 2018 über die Landesliste der Linke in den Landtag gewählt. Sie hatte zudem im Wahlkreis Groß-Gerau II kandidiert und dort 5,9 % der Erststimmen erhalten. Bei der Landtagswahl in Hessen 2023 scheiterte die Linke an der Fünf-Prozent-Hürde und schied somit aus dem Landtag aus.